# Gartenstadt Falkenberg

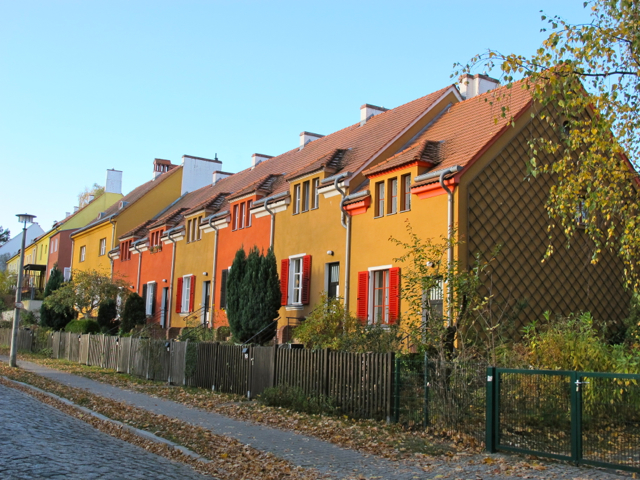
Gartenstadt Falkenberg

Gartenstadt Falkenberg, även känd som Tuschkastensiedlung är ett bostadsområde i stadsdelen Bohnsdorf i Berlin (stadsdelsområdet Treptow-Köpenick). Området ritades av Bruno Taut och ingår i Berlins modernistiska bostadsområden som är upptaget på Unescos världsarvslista sedan 2008.
1912 tilldelades Bruno Taut uppdraget att skapa området av Berliner Spar- und Bauverein. Taut tog fram en generalplan för området och koncipierade ett område med 1500 lägenheter med plats för 7000 boende. Förebild var engelska bostadsområden med radhus. Varje hus skulle få sin egen färg och de markanta färgerna gav området tillägget "Tuschkastensiedlung" (målarfärgslådeområdet). Byggandet av området stoppades på grund av ekonomiska svårigheter och första världskrigets utbrott och endast en mindre del hann byggas.

## Galleri

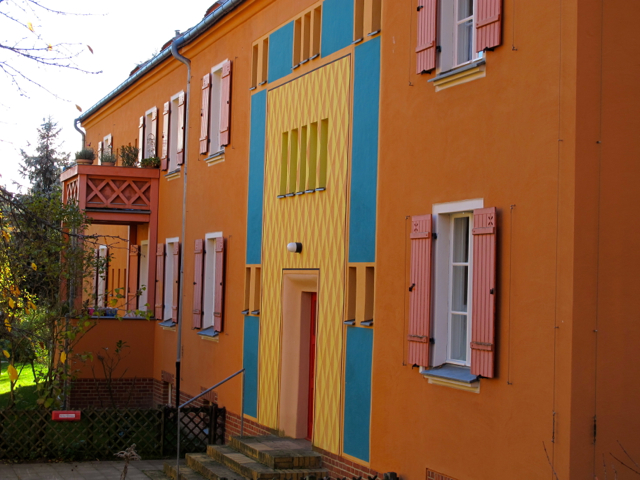
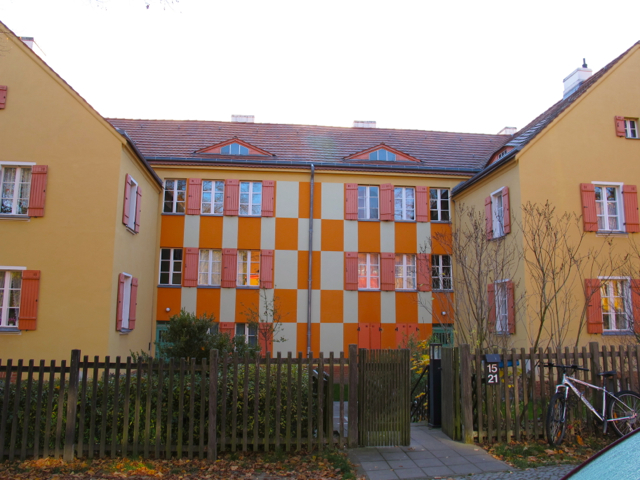
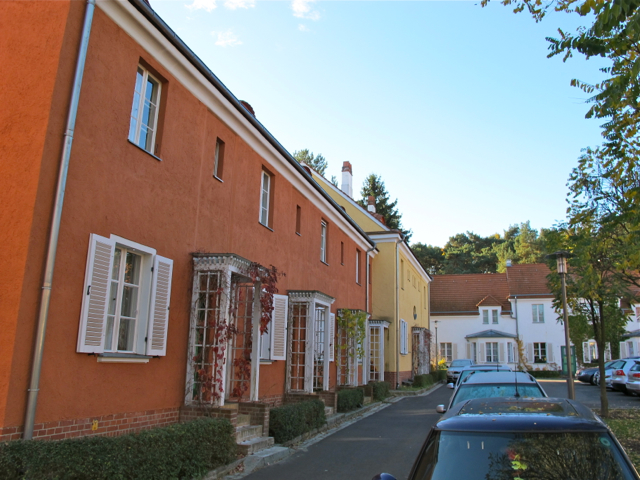
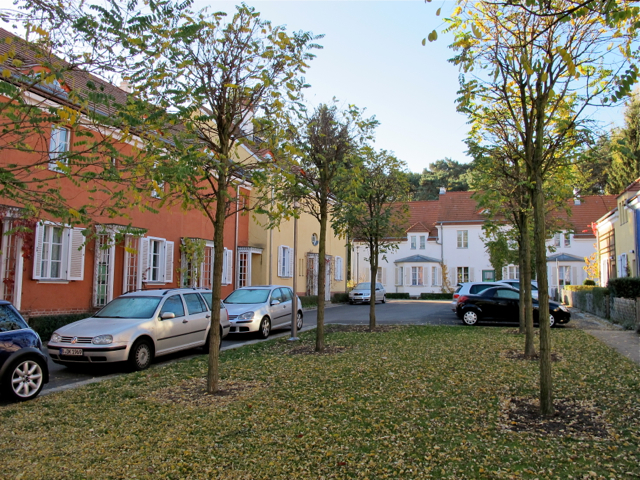